# Эсте, Алессандро д’ (кардинал)
Алессандро д’Эсте (итал. Alessandro d'Este; 5 мая 1568, Феррара, герцогство Феррара — 13 мая 1624, Рим, Папская область) — итальянский куриальный кардинал из семьи Эсте. Епископ Реджо-Эмилии с 13 октября 1621 по 13 мая 1624. Кардинал-дьякон с 3 марта 1599, с титулярной диаконией Сант-Адриано-аль-Форо с 17 апреля по 15 ноября 1600. Кардинал-дьякон с титулярной диаконией Санта-Мария-Нуова с 15 ноября 1600 по 11 января 1621. Кардинал-дьякон с титулярной диаконией Сант-Эустакьо с 11 января по 19 апреля 1621. Кардинал-дьякон с титулярной диаконией Санта-Мария-ин-Виа-Лата с 19 апреля 1621 по 2 октября 1623. Кардинал-протодьякон с 19 апреля 1621 по 2 октября 1623. Кардинал-священник с титулом церкви Санта-Мария-делла-Паче со 2 октября 1623 по 13 мая 1624.

## Биография
Внебрачный сын (бастард) Альфонсо д’Эсте, маркиза Монтеккьо, представителя династии Эсте и его второй жены Виоланте Сеньи. Брат Чезаре д’Эсте.
Изучал право, литературу, латынь, итальянский, испанский и французский языки в университета Падуи, где получил степень в области права. В 1587 году рукоположен в священники.
С 1587 года протоиерей Бондено. 3 марта 1599 года назначен кардиналом-дьяконом, служил в Сант-Адриано-аль-Форо.
Во время перехода Феррары от династии Эсте под прямой контроль Папского государства в 1598 году Чезаре д'Эсте отправил его в Модену, чтобы завладеть герцогством Модена и Реджо, прежде чем туда прибыл сам Чезаре, вынужденный покинуть прежнюю столицу герцогство Феррара.

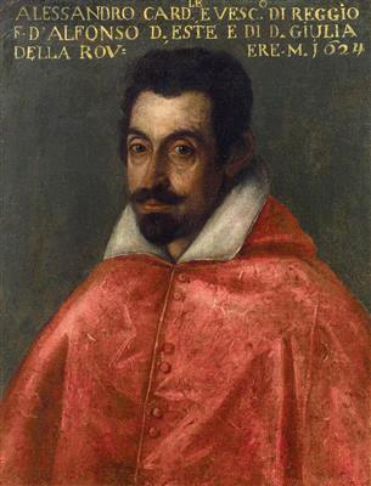
Кардинал Алессандро д’Эсте

Папа Климент VIII возвел его в сан кардинала на консистории в марте 1599 года и впоследствии он много трудился в пользу семьи Эсте. По его указанию была построена церковь Сан-Винченцо в Модене.
В 1605 году назначен губернатором Тиволи. Во время своего правления заботился о восстановлении былой славы и приведения в порядок Виллы д’Эсте по заказу кардинала Ипполито II д’Эсте.
3 апреля 1622 года рукоположен в епископы Реджо-Эмилии и занимал пост до своей смерти в 1624 г. Похоронен в церкви Санта-Мария-Маджоре в Тиволи.